# Алмея

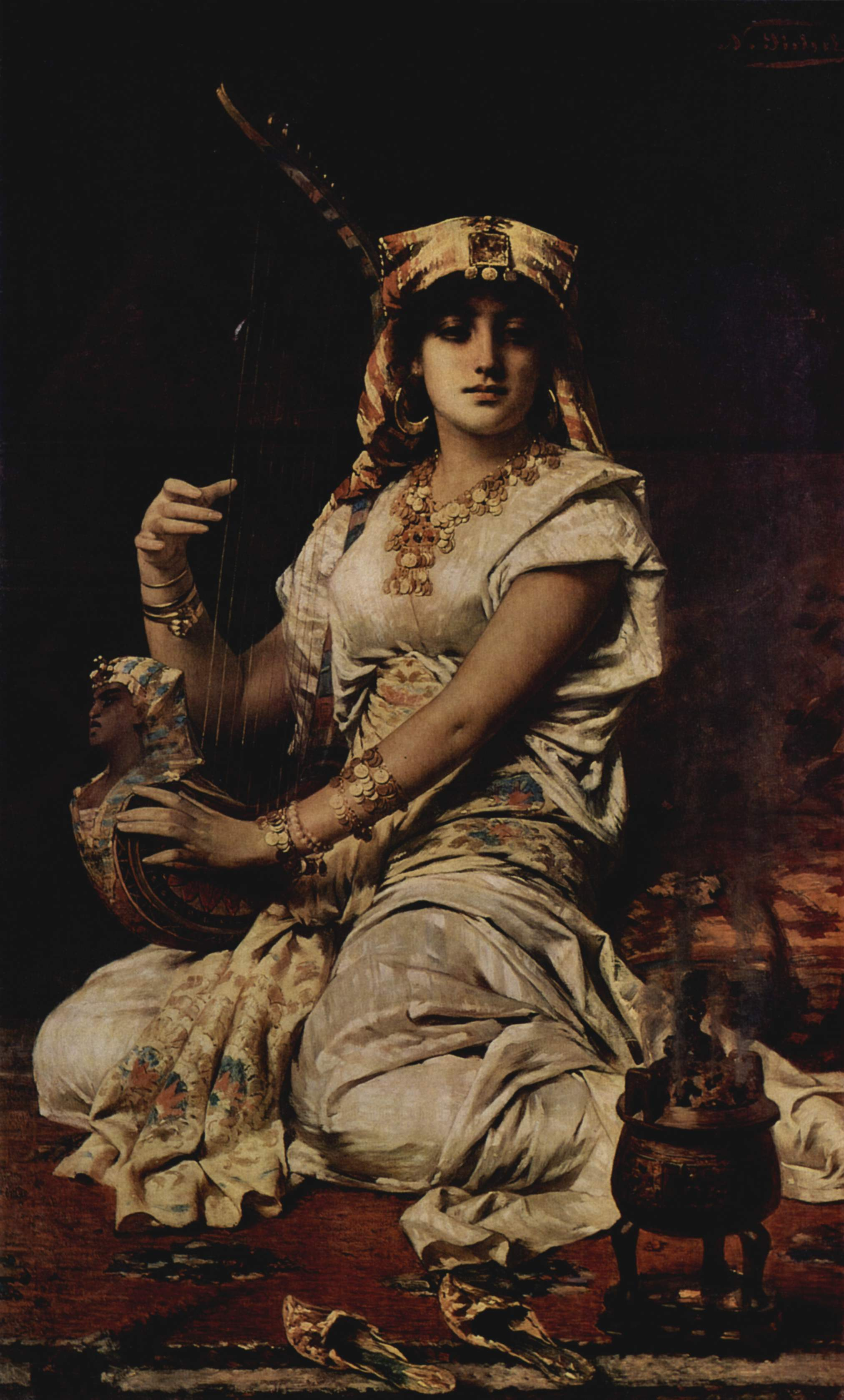
Натаніель Зіхель Алмея (між 1875 і 1905 рр.)

Алме́я (фр. almée < араб. عالمة, МФА: [ˈʕælmæ]) — танцюристка і повія в арабському Єгипті. Слово عالمة, «'алме» утворене від араб. علم, «'аліма» — «знати», «бути навченим».

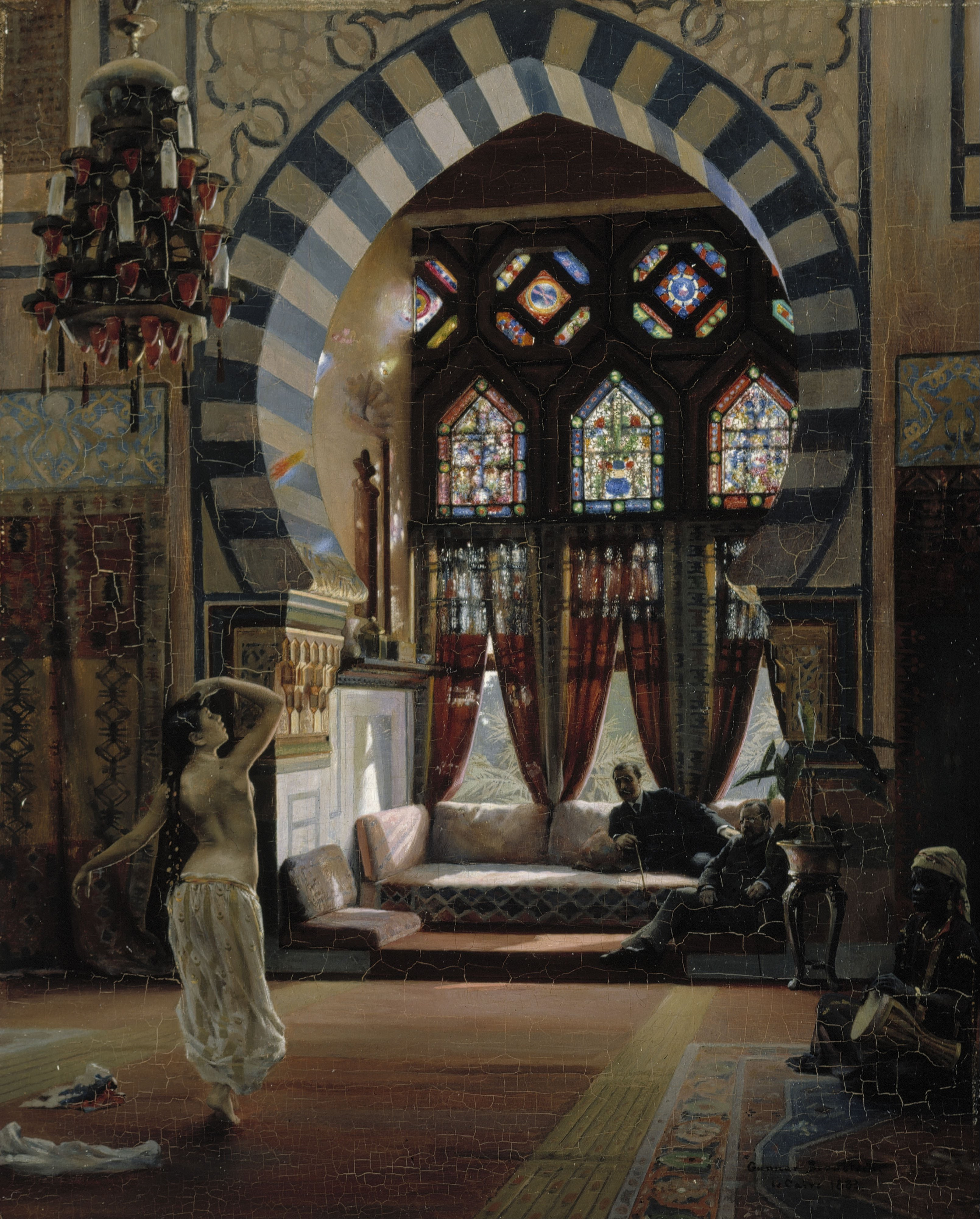
Алмея, єгипетська танцюристка. Гуннар Берндтсон (1883)

Алмеї посідали високе становище в суспільстві. З дитинства їх навчали співів, танців, читання вголос класичної поезії, а також мистецтва вишуканої бесіди. Їнім заняттям була присутність на святкуваннях і розвагах, а також похоронах — як плакальниць.
У XIX ст. термін «алмеї» вживали як синонім до слова «гавазі», яке означало виконавиць еротичного танцю з циганок-дом. Заборона цих танців Мухаммедом Алі в 1834 році спричинила те, що гавазі стали звати себе алмеями. Окрім того, слово «алмея» іноді вживається до східних танцюристок взагалі.